# Арапски идентитет
Арапски идентитет (арапски: الهوية العربية) је објективно или субјективно стање доживљавања себе као Арапа и односа према томе да је Арапин. Као и други културни идентитети, ослања се на заједничку културу, традиционално порекло, заједничку земљу, заједничка искуства, укључујући основне сукобе. Ове заједничке особине су регионалне, а у историјском контексту и племенске. Арапски идентитет се дефинише независно од верског идентитета и претходи ширењу ислама и пре ширења јудаизма и хришћанства, са историјски потврђеним арапским муслиманским племенима, арапским хришћанским племенима и арапским јеврејским племенима. Арапи су разнолика група у погледу верских припадности и пракси. Већина Арапа су муслимани, са мањином која се придржава других вера, углавном хришћанства, али и Друза и Бахаија.
Арапски идентитет се такође може посматрати кроз призму националног, регионалног или локалног идентитета. Кроз арапску историју, постојала су три главна национална тренда у арапском свету. Панарабизам одбацује постојећи суверенитет појединачних арапских држава као вештачке творевине и позива на потпуно арапско јединство.

## Историја
Очево порекло се традиционално сматрало главним извором припадности у арапском свету када је у питању чланство у етничкој групи или клану.
Арапи се први пут помињу средином деветог века пре нове ере као народ који је живео у источној и јужној Сирији и северном делу Арабијског полуострва.
Арапи су били под вазалством Неоасирског царства (911–605. п. н. е.), и наследног Неовавилонског царства (605–539. п. н. е.), Персијског Ахеменидског царства (539–332. п. н. е.), Грчког Македонског/Селеукидског царства и Партског царства. Арапска племена, а најзначајнија Гасаниди и Лахмиди, почињу да се појављују у јужним сиријским пустињама и јужном Јордану од средине 3. века нове ере па надаље, током средњих и каснијих фаза Римског и Сасанидског царства.
Однос између ʿarab и ʾaʿrāb додатно је компликован појмом „изгубљених Арапа“ al-ʿArab al-ba'ida који се помињу у Курану као кажњени због свог неверовања. Сви савремени Арапи сматрани су потомцима два претка, Кахтана и Аднана. Током раних муслиманских освајања у 7. и 8. веку, Арапи су основали Рашидунски, а затим Омејадски халифат, а касније и Абасидски халифат, чије су се границе простирале на јужну Француску на западу, Кину на истоку, Анадолију на северу и Судан на југу. Ово је било једно од највећих копнених царстава у историји.

## Идеологија

### Арапски национализам
Арапски национализам је националистичка идеологија која тврди да су Арапи нација и промовише јединство арапског народа. У савременом схватању, то је веровање да је арапски народ народ уједињен језиком, културом, етничком припадношћу, историјом, географијом и интересима, и да ће једна арапска нација окупити Арапе унутар својих граница од Атлантског океана до Арабијског мора.
Многи Арапи верују да су стара нација, показујући понос, на пример, на основу арапске поезије и других облика арапске књижевности. У ери ширења ислама, национализам се манифестовао идентификацијом Арапа као посебне нације унутар исламских земаља. У модерној ери, ову идеју су отелотвориле идеологије попут насеризма и баасизма, које су биле уобичајени облици национализма у арапском свету, посебно средином двадесетог века. Можда најважнији облик стварања такве арапске државе било је оснивање Уједињене Арапске Републике између Египта и Сирије, иако је то било кратког века. Донекле, арапски национализам је добио нову популарну привлачност као резултат Арапског пролећа 2010-их, позивајући на арапско друштвено јединство, предвођено људима на улицама, а не ауторитарним режимима који су успоставили историјске облике национализма.

## Арапски социјализам
Арапски социјализам је политичка идеологија заснована на спајању арапског национализма и социјализма. Арапски социјализам се разликује од других социјалистичких идеја које преовлађују у арапском свету. За многе, укључујући и Мишела Афлака, једног од његових оснивача, арапски социјализам је био неопходан корак ка консолидацији арапског јединства и слобода, јер је социјалистички систем власништва и развоја сам по себи могао да превазиђе остатке колонијализма у арапском свету.

## Јединство

### Панарабизам
Панарабизам је идеологија која заговара уједињење земаља Северне Африке и Блиског истока од Атлантског океана до Арабијског мора, често називаних арапским светом. Идеја се заснива на интеграцији неких или свих арапских земаља у јединствени политички и економски оквир који уклања границе између арапских држава и успоставља јаку економску, културну и војну државу. Арапско јединство је идеологија коју арапски националисти виде као решење за заосталост, окупацију и угњетавање од којих пате арапски грађани у свим појединачним државама.

### Арапска лига
Арапска лига, формално Лига арапских држава, је регионална организација арапских земаља у и око Северне Африке, Блиског истока, Рога Африке и Арабијског полуострва. Формирана је у Каиру 22. марта 1945. године са шест чланица: Краљевином Египтом, Краљевином Ираком, Трансјорданом (преименованом у Јордан 1949. године), Либаном, Саудијском Арабијом и Сиријом. Његова повеља предвиђа координацију између држава чланица у економским питањима, укључујући трговинске односе, комуникације, културне односе, путне исправе и дозволе, друштвене односе и здравство.

## Дефиниција
Арапин се може дефинисати као припадник семитског народа, који насељава већи део Блиског истока и Северне Африке. Везе које спајају Арапе су етничке, језичке, културне, историјске, националистичке, географске, политичке, а често се односе и на религију и културни идентитет. Током своје дуге историје и са многим локалним варијацијама, Арапи су развили своје посебне обичаје, језик, архитектуру, ликовну уметност, књижевност, музику, филм, плес, медије, кухињу, одећу, друштва и митологију.
Према јудаизму и исламу, Исмаел је био предак Исмаилићана и Арапа. Исмаел је био старији Аврамов син и предак многих истакнутих арапских племена.

## Домовина
Арапски свет, формално арапска домовина, такође познат као арапска нација или арапске државе, тренутно се састоји од 22 арапске земље: Алжира, Бахреина, Комора, Џибутија, Египта, Ирака, Јордана, Кувајта, Либана, Либије, Мауританије, Марока, Омана, Палестине, Катара, Саудијске Арабије, Сомалије, Судана, Сирије, Туниса, Уједињених Арапских Емирата и Јемена. Заузимају подручје које се протеже од Атлантског океана на западу до Арабијског мора на истоку, и од Средоземног мора на северу до Рога Африке и Индијског океана на југоистоку. У 2019. години, укупно становништво арапског света процењено је на 423 милиона становника.

## Категорије
Арапски идентитет се може описати као да се састоји од многих међусобно повезаних делова:

### Раса
На основу анализе ДНК народа који говоре семитски језик, неке скорашње генетске студије су пронашле везе са Y хромозомом између модерних народа Блиског истока који говоре семитски језик, попут Арапа, Јевреја, Мандејаца, Самарићана и Асираца.
Средњовековни арапски генеалози су поделили Арапе у три групе:
- „Древни Арапи“ племена која су нестала или била уништена.
- „Чисти Арапи“ који потичу од племена Кахтан, које је постојало пре Аврама и Исмаела.
- „Арабизовани Арапи“ потичу од Исмаела, старијег Аврамовог сина преко његовог брака са Ралом бинт Мудад ибн Амр ибн Џурхум, Арапкињом Кахтанкињом. Племена која потичу из овог савеза називају се и племенима Аднани.

Вековима касније, „арабизовани Арапи“ су преузели име „Чисти Арапи“, а опис „арабизовани Арапи“ је приписан другим народима који су се придружили исламу и створили савезе са арапским племенима.

### Етницитет
Фокусирање на етнички идентитет је још један начин дефинисања арапског идентитета, који се може поделити на језичке, културне, друштвене, историјске, политичке, националне или генеалошке термине. У овом приступу, „бити Арапин“ се заснива на једном или више следећих критеријума:
- Генеалогија: Особа која може да прати своје порекло по оцу до арапских племена, из Арабијске пустиње, Сиријске пустиње и суседних подручја,[28]
- Самопоимање: особа која себе дефинише као „Арапина“,
- Приписивање идентитета: Неко кога други виде као Арапина, на основу њихових појмова етничке припадности (на пример, људи северног Судана, који се могу сматрати и Африканцима и/или Арапима),
- Лингвистички: Неко ко говори арапски, посебно као матерњи језик, и, самим тим, као културни израз,[29][30]
- Култура: неко ко је одрастао уз арапску културу,
- Политички: Неко чија је земља члан Лиге арапских држава и ко дели политичке везе са арапским земљама (на пример, Сомалци и Џибућани),
- Друштвени: Неко ко живи у арапском друштву или се идентификује са њим,
- Националност: онај који је држављанин арапске државе.

### Националност
Национални идентитет је нечији идентитет или осећај припадности једној држави или једној нацији. То је осећај нације као кохезивне целине, представљене посебним традицијама, културом, језиком и политиком. Арапски национализам је националистичка идеологија која слави славу арапске цивилизације, језика и књижевности Арапа, позивајући на подмлађивање и политичко јединство у арапском свету. Претпоставка арапског национализма је потреба за етничким, политичким, културним и историјским јединством међу арапским народима арапских земаља. Главни циљ арапског национализма био је постизање независности од западног утицаја свих арапских земаља. Арапске политичке стратегије са нацијом како би се одредила борба арапске нације са државним системом (национална држава) и борба арапске нације за јединство. Концепти новог национализма и старог национализма користе се у анализи како би се разоткрио сукоб између национализма, националног етничког национализма и новог националног политичког национализма. Ова два аспекта националних сукоба истичу кризу познату као Арапско пролеће.

### Религија
До отприлике четвртог века, скоро сви Арапи су практиковали политеистичке религије. Иако су се развиле значајне јеврејске и хришћанске мањине, политеизам је остао доминантан систем веровања у преисламском периоду, већина Арапа је следила паганску религију са бројним божанствима, укључујући Хубала, Вада, Алата, Маната и Узу. Неколико појединаца, ханифа, очигледно је одбацило политеизам у корист монотеизма који није био повезан ни са једном одређеном религијом. Различите теорије су предложене у вези са улогом Алаха у меканској религији. Данас је већина Арапа муслимани, а идентитети се често сматрају нераздвојним. „ Стих о братству“ је десети ајет куранског поглавља „ Ал-Хуџурат“, који говори о братству верника.
Међутим, у панарабизму су постојале различите струје, религиозне и секуларне. Баасизам се појавио као секуларна контраструја панисламистичким амбицијама политичког ислама и Муслиманске браће 1960-их. Секуларни национализам и верски фундаментализам настављају да се међусобно превазилазе до данас. Такође постоје различите верске деноминације унутар ислама што доводи до секташких сукоба и конфликта. У ствари, друштвене и психолошке дистанце између сунитских и шиитских муслимана могу бити веће него перципирана дистанца између различитих религија. Због тога се ислам може посматрати и као уједињење и као сила раздора у арапском идентитету.

### Култура
Арапски културни идентитет карактерише потпуна једнообразност. Арапски културни простори су историјски чврсто испреплетени. Арапски културни идентитет је процењен кроз четири мере које мере основне карактеристике арапске културе: религиозност, груписање, веровање у родну хијерархију и ставове према сексуалном понашању. Резултати указују на превласт професионалних стратегија које су арапски социјални радници научили током обуке за социјални рад, истовремено указујући на спремност социјалних радника да користе стратегије успостављене у својој култури и друштву, било одвојено или у комбинацији са професионалцем. Постоје различити аспекти арапског идентитета, било да су етнички, верски, национални, језички или културни, из различитих области и аналитичких углова.

### Лингвистика
Арапски језик се може сматрати заједничким фактором међу свим Арапима. Пошто арапски језик превазилази границе земље, он доприноси стварању осећаја арапског национализма. Према речима ексклузивне ирачке новинарке Сесе, „то морају бити људи који говоре једним језиком, једним срцем и једном душом, тако да би требало да чине једну нацију, а самим тим и једну земљу.“ Иако арапски језик као један језик може бити уједињујући фактор, језик често уопште није уједињен. Дијалекти варирају од региона до региона, постоје велике разлике између писаних и говорних верзија, многе земље имају двојезичних грађана. Модерни стандардни арапски језик служи као стандардизовани и књижевни варијетет арапског језика који се користи у писању, као и у већини формалних говора, иако га огромна већина Арапа не користи у свакодневном говору. Већина Арапа који функционално говоре модерни стандардни арапски језик стичу га кроз образовање и користе га искључиво за писање и формалне прилике.

### Политика
Арапски политички идентитет карактерише уздржаност, саосећање, гостопримство, великодушност и прикладно понашање. Тежње арапских земаља да редефинишу политику повезане су са чињеницом да је политичка култура Арапа вековима била преплављена узастопним политичким културама. Велика већина грађана арапских земаља себе доживљава и њих спољашњи посматрачи доживљавају као „Арапе“. Њихов осећај арапске нације заснива се на њиховим заједничким именитељима: језику, култури, етничкој припадности, друштвеним и политичким искуствима, економским интересима и колективном памћењу на њихово место и улогу у историји.